# Учебен кораб
Учебен кораб – специално построен или преоборудван служебно-спомагателен съд за плавателна практика на курсантите на морските учебни заведения. Термина се появява в средата на 19 век, но фактически първите учебни съдове се появяват значително по-рано.